# Ferrari Mondial
Ferrari Mondial är en sportbil, tillverkad av den italienska biltillverkaren Ferrari mellan 1981 och 1993.

## Bakgrund
Ferrari introducerade sin fyrsitsiga efterträdare till 308 GT/4:an på Genèvesalongen 1980. Tekniken baserades på företrädaren och på systervagnen 308 GTB, men med betydligt längre hjulbas. Efter den kritik som drabbat Bertones kaross lät man åter Pininfarina stå för designen, men även Mondialen ansågs misslyckad jämfört med sina tvåsitsiga syskon.

## Motor
Mondialen delade drivlina med 308 GTB/GTS och följde dem i utvecklingen. Tidiga vagnar har tvåventilstoppar, men från 1983 införs fyra ventiler per cylinder. 1985 får Mondialen den större motorn från 328:an.
1989 introduceras så motorn från den nya 348:an. Till skillnad från tidigare versioner är den nya motorn placerad på längden, med tvärställd växellåda.
| Modell      | Motor              | Cylindervolym | Effekt | Bränsle            |
| ----------- | ------------------ | ------------- | ------ | ------------------ |
| Mondial 8   | 8-cyl V-motor dohc | 2927 cm³      | 214 hk | Bränsleinsprutning |
| Mondial Qv  | 8-cyl V-motor dohc | 2927 cm³      | 240 hk | Bränsleinsprutning |
| Mondial 3.2 | 8-cyl V-motor dohc | 3185 cm³      | 270 hk | Bränsleinsprutning |
| Mondial T   | 8-cyl V-motor dohc | 3405 cm³      | 300 hk | Bränsleinsprutning |

## Mondial 8
Mondial ersatte 308 GT/4:an från 1981. Den svaga motorn och den udda formen med lång hjulbas bidrog till den svaga försäljningen.
Produktionen uppgick till 703 exemplar.

## Mondial Qv
1982 introducerades den starkare Quattrovalvole-motorn, med fyra ventiler per cylinder. Ett år senare kom Ferraris första fyrsitsiga cabriolet.
Produktionen uppgick till 1 145 coupéer och 629 cabrioleter.

## Mondial 3.2
1985 kom 328:ans större motor. Samtidigt genomgick bilen en lättare ansiktslyftning.
Produktionen uppgick till 987 coupéer och 810 cabrioleter.

## Mondial T

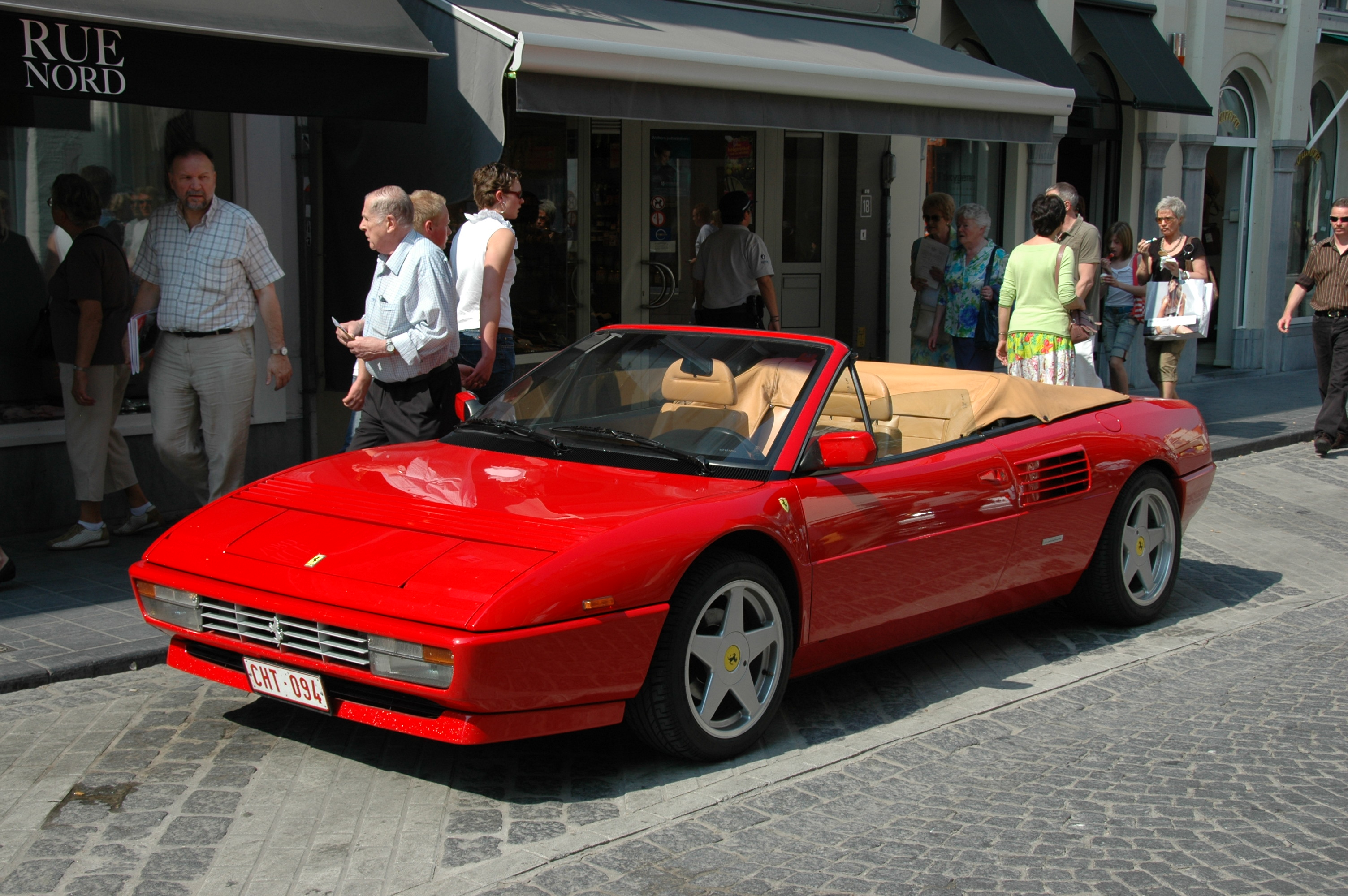
Mondial T Cabriolet

Med introduktionen av den nya Ferrari 348 1989 moderniserades även Mondialen. Motor och växellåda hämtades från den nya modellen, karossen fick ännu en ansiktslyftning och ABS-bromsar och servostyrning infördes.
Produktionen uppgick till 840 coupéer och 1 010 cabrioleter.
När produktionen upphörde 1993 försvann Ferraris fyrsitsiga mittmotorbilar och ersattes av den tolvcylindriga Ferrari 456 med motorn fram.